# Martin Bútora
Martin Bútora (ur. 7 października 1944 w Bratysławie) – słowacki socjolog, nauczyciel akademicki, publicysta, dyplomata i polityk, kandydat w wyborach prezydenckich.

## Życiorys
Absolwent wydziału filozofii Uniwersytetu Komeńskiego w Bratysławie. Specjalizował się w zakresie socjologii, uzyskiwał kolejne stopnie naukowe w 1981 i 1992. W latach 1966–1969 był redaktorem czasopism „Echo”, „Reflex” i „Kultúrny život”, później pracował jako dokumentalista. W 1977 został zwolniony z pracy za odmowę potępienia Karty 77. W tym samym roku zatrudniono go jako socjologa i terapeutę w poradni przeciwalkoholowej, w której pracował do 1988.
W listopadzie 1989, w okresie politycznego przełomu, współtworzył słowacki ruch Społeczeństwo przeciw Przemocy, był współautorem jego programu wyborczego z czerwca 1990. W latach 1990–1992 doradzał prezydentowi Václavowi Havlovi w zakresie praw człowieka (kierował odpowiednią sekcją w prezydenckiej kancelarii). Na początku lat 90. podjął pracę wykładowcy, pracował początkowo na Uniwersytecie Karola w Pradze (1991–1992), a następnie na Uniwersytecie Trnawskim (1993–1997).
W latach 1994–1996 stał na czele słowackiego PEN Clubu. Od 1995 do 1996 w ramach fundacji Nadácia Milana Šimečku był koordynatorem projektu zbierania świadectw osób, które przeżyły Holokaust. W 1997 współtworzył instytut analityczny IVO (Inštitút pre verejné otázky), badający stan słowackiej demokracji w dobie rządów Vladimíra Mečiara. Pełnił funkcję jego pierwszego prezesa.
Po dojściu do władzy koalicji demokratycznej w 1998 przeszedł do pracy w dyplomacji. W latach 1999–2003 był ambasadorem Słowacji w Waszyngtonie. Później ponownie związany z IVO jako analityk i honorowy prezes, wykładał także na Uniwersytecie Ekonomicznym w Bratysławie (2009–2014). Kandydował bez powodzenia w wyborach prezydenckich w 2004, uzyskując w pierwszej turze głosowania 6,5% głosów.
W 2014 nowo wybrany prezydent Andrej Kiska powierzył mu funkcję swojego doradcy.
Ojciec Daniela Bútory.

## Odznaczenia i wyróżnienia
- Krzyż Oficerski Orderu Zasługi Rzeczypospolitej Polskiej (2011)[4]
- Krištáľové krídlo (2002)[5]